# Jehue Gordon
Jehue Gordon (* 15. prosince 1991 Port of Spain) je trinidadský atlet, mistr světa v běhu na 400 m přes překážky z roku 2013.

## Sportovní kariéra
Mezinárodní kariéru začal startem na mistrovství světa juniorů v roce 2008, kde postoupil do semifinále běhu na 400 metrů překážek. O dva roky později už na světovém juniorském šampionátu v této disciplíně zvítězil. V olympijském finále běhu na 400 metrů překážek v Londýně doběhl šestý. Zatím největším úspěchem pro něj byl titul mistra světa na této trati, který vybojoval na šampionátu v Moskvě v roce 2013. Při svém vítězství si rovněž vytvořil osobní rekord 47,69.